# Раукас, Анто Викторович
Анто Викторович Раукас (эст. Anto Raukas, 17 февраля 1935[…], Тарту — 19 апреля 2021[…], Таллин) — советский и эстонский учёный-геолог, спортсмен и спортивный деятель. Академик АН Эстонской ССР (1987).

## Биография
Среднюю школу окончил в Тарту с золотой медалью (1953).
В школьные и, затем, в студенческие годы занимался лёгкой атлетикой, тренировался под руководством Вальтера Калама и Хельдура Тюютса, стал чемпионом Эстонии среди молодежи на средней дистанции, установил национальный молодёжный рекорд в беге на 1000 м и в эстафете 4 × 1500 м в 1954 году. Занимался также лыжами, волейболом и теннисом.
Окончил Тартуский университет (1958, с отличием) по специальности «разведка полезных ископаемых и геологическое картирование», инженер-геолог. В том же году начал работать в Институте геологии Таллинского технологического университета, исполнял обязанности директора в 1999—2001 годах.
Кандидат геолого-минералогических наук (1961), диссертация на тему «Литология и минералогия основных морен Эстонской ССР». Доктор геолого-минералогических наук (1972), диссертация на тему «Формирование плейстоценовых отложений и гляцигенных форм рельефа Эстонии». Член КПСС с 1964 года.
Занимал руководящие должности в Федерации спортивного ориентирования с 1960 года, в 1963—1964 годах — председатель Федерации спортивного ориентирования, в 1964—1970 годах — заместитель председателя. Был судьей по спортивному ориентированию (1967). Автор книг по спортивному ориентированию, составитель регламента соревнований и редактор книги Велло Вийрсалу «Годы рождения и славы эстонского спортивного ориентирования 1959—1970». Получил золотую медаль Финской ассоциации спортивного ориентирования.
В 1977 году был избран членом-корреспондентом Академии наук Эстонской ССР, в 1987 году стал академиком Академии наук Эстонской ССР, в 1977—1989 годах был членом президиума Академии, в 1982—1989 годах — учёный секретарь Отделения химии, геологии и биологии.
Выступал с призывами построить в Эстонии АЭС
Вошёл в составленный в 1999 году по результатам письменного и онлайн-голосования список 100 великих деятелей Эстонии XX века.
Скончался 19 апреля 2021 года после тяжёлой болезни.